# Vrhovlje pri Kojskem
Vrhovlje pri Kojskem é uma vila localizada no município de Brda na Eslovênia. Possuía uma população estimada de 103 habitantes em 2020.